# Leopold Auerbach (Jurist)
Leopold Auerbach (geboren 22. März 1847 in Breslau, Königreich Preußen als Löbel Auerbach; gestorben 19. September 1925 in Berlin-Charlottenburg) war ein deutscher Jurist und Historiker.

## Leben
Obgleich Auerbachs Werk in der Wissenschaft international bis heute stark rezipiert wird, ist über sein Leben kaum etwas bekannt. Über seine Kindheit und Jugend ist nichts überliefert. Er studierte in Leipzig, wahrscheinlich Jura, Geschichte und Orientalistik, und wurde 1870 bei Heinrich Leberecht Fleischer mit einer Arbeit über die Entwicklungsgeschichte des Jüdischen Rechts promoviert.
Später wirkte Auerbach als Rechtshistoriker in Berlin, wo er sich weiterhin besonders mit der Geschichte des Jüdischen Rechtes und dem Brückenschlag zum preußischen Recht befasste. Er gehörte neben Hirsch Baer Fassel, Zechariah Frankel, Joseph Levin Saalschütz, Max Samuel von Mayer, Moses Bloch und anderen zu den wichtigsten Gelehrten des 19. Jahrhunderts, die sich auf wissenschaftlicher Basis mit der Geschichte des jüdischen Rechtes befassten und damit den Weg für das Recht des modernen Staates Israel bereiteten.
Auerbach war ein einflussreicher Vertreter der Reform bzw. Emanzipation des Judentums im 19. Jahrhundert und jüdischer Apologet, der nach Strategien suchte, dem deutschen Judentum den Weg in die Moderne zu bahnen und von jüdischer Seite dem Antisemitismus zu begegnen. So setzte er sich vehement dafür ein, dass Juden aktiv Konvertiten suchen und die Bedingungen für den Übertritt zum Judentum erleichtern sollten, um weitverbreiteten Argumenten zu widersprechen, dass das Judentum ein in sich geschlossenes, exklusives Volk sei. 1890 veröffentlichte Auerbach einen leidenschaftlichen, aber auch kontroversen Aufruf, dass sich die deutschen Juden organisieren sollten. Darin sprach er sich auch für die Mischehe aus, d. h. für die Ehe zwischen jüdischen und nichtjüdischen Ehepartnern.
Über sein spätes Leben ist nichts bekannt. Er starb 1925.

## Schriften (Auswahl)
- Umriß der Entwicklungsgeschichte des Jüdischen Rechts. Dissertation, Leipzig 1870. Veröffentlicht unter folgendem Titel:
- Das jüdische Obligationenrecht nach den Quellen und mit besonderer Berücksichtigung des römischen und deutschen Rechts. Erster Band: Umriß der Entwicklungsgeschichte des Jüdischen Rechts. Die Natur der Obligation. Heymann, Berlin 1870 (Digitalisat in der Bayerischen Staatsbibliothek).
- Das neue Deutsche Reich und seine Verfassung. Springer, Berlin 1871 (Digitalisat in der Bayerischen Staatsbibliothek).
- Denkwürdigkeiten des Geheimen Regierungsrathes Dr. Stieber: aus seinen hinterlassenen Papieren. Engelmann, Berlin 1884 (Digitalisat in der Zentral- und Landesbibliothek Berlin).
- Das Judentum und seine Bekenner in Preußen. Mehring, Berlin 1890.
- Wie ist die Judenhetze mit Erfolg zu bekämpfen? In: An der Tagesordnung. Beiträge zur Klärung der öffentlichen Meinung, Heft 3, Berlin 1893, S. 6 f. (Digitalisat in der Universitätsbibliothek Frankfurt am Main).